# Турбокомпресор зі змінною геометрією

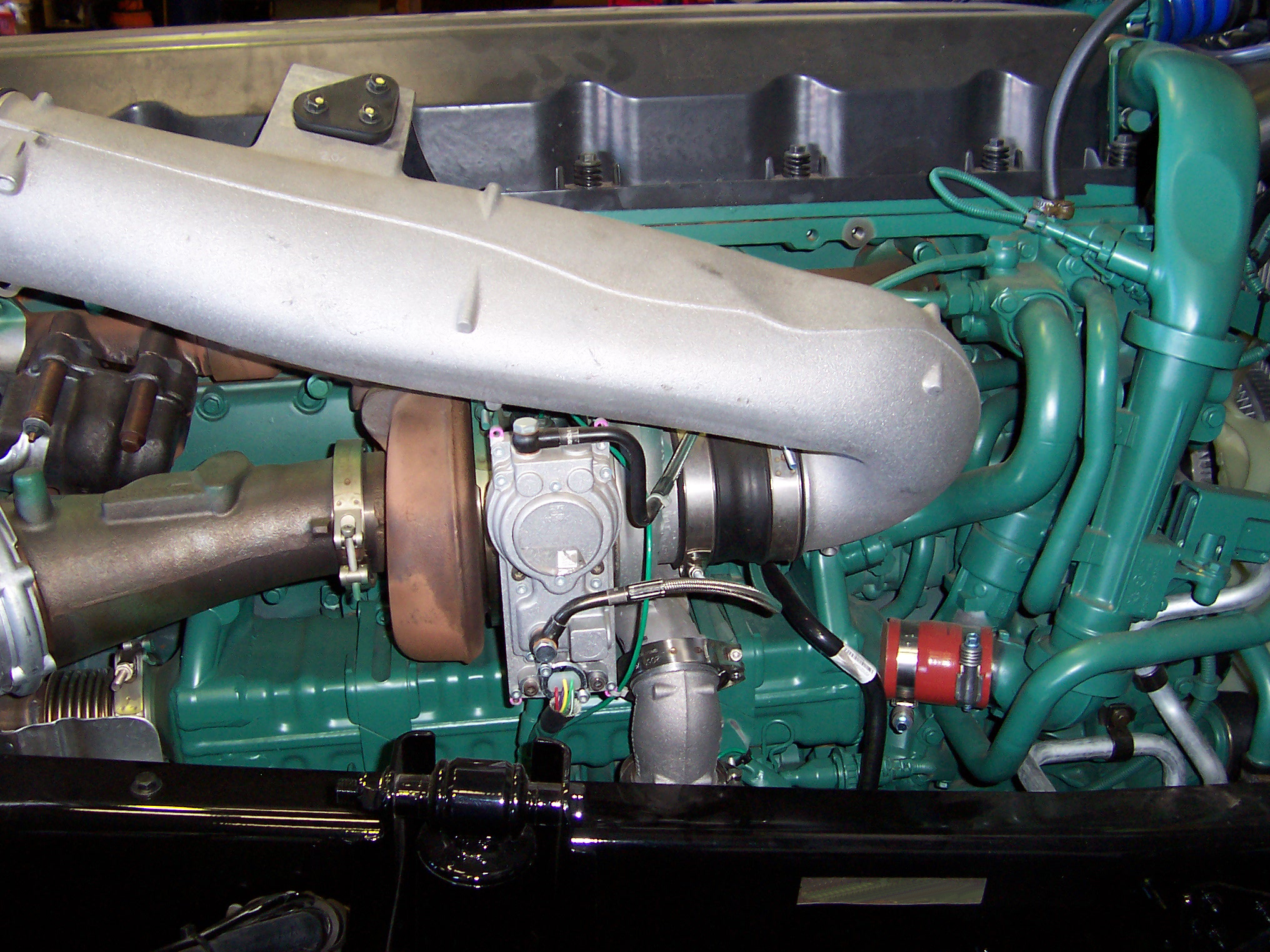
Турбокомпресор зі змінною геометрією (Volvo FM)

Турбокомпре́сори зі змі́нною геоме́трією (ТЗГ) (англ. variable-geometry turbochargers, VGT або англ. variable-nozzle turbines, VNT) — тип турбокомпресорів/турбонагнітачів, що мають можливість зміни площі перетину прохідного отвору для відпрацьованих газів на вході колеса турбіни з метою оптимізації потужності турбіни залежно від навантаження на двигуні.

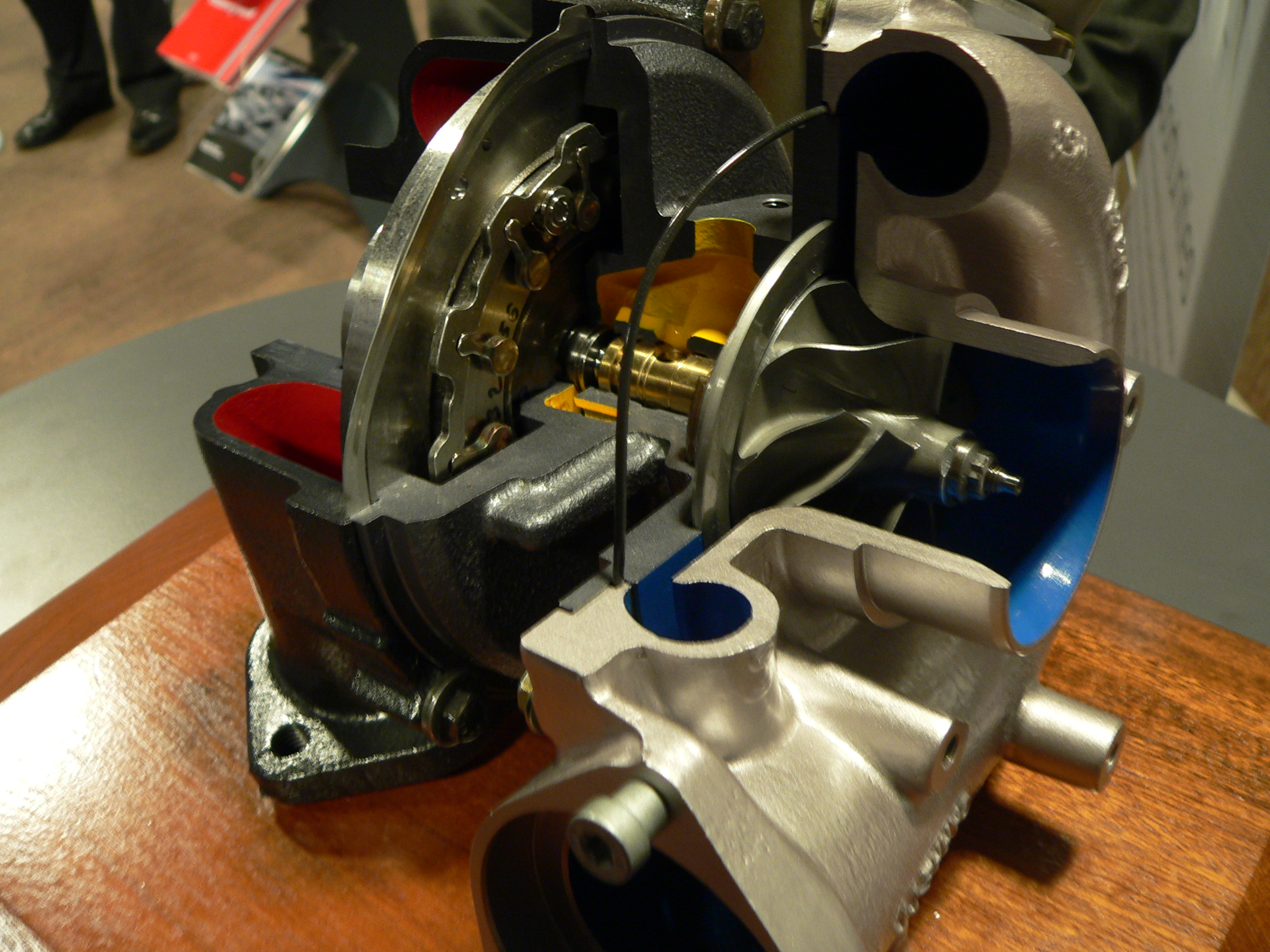
Турбокомпресор зі змінною геометрією від компанії «» (зробено виріз для демонстрації конструктивних особливостей)

Необхідність регулювання площі перетину обумовлена тим, що оптимальне його значення при низьких обертах істотно відрізняється від оптимального перетину при високих обертах. Якщо перетин вхідного отвору класичного турбокомпресора занадто великий, то на малих обертах ефективність турбокомпресора буде низькою (спостерігається явище «турбоями»). Якщо перетин занадто малий, то ефективність буде низькою на великих обертах.

## Принцип роботи
Принцип роботи турбіни із змінною геометрією крильчатки ґрунтується на регулюванні потоку відпрацьованих газів, які направляються на колесо турбіни. Регулювання дозволяє підлаштовувати прохідний перетин для потоку газів під режим роботи двигуна.
При малих обертах двигуна турбіна обертається повільно. Зменшення прохідного перетину потоку відпрацьованих газів приводить до зростання швидкості цього потоку а, отже, і зростання частоти обертання турбіни нагнітача без зміни обсягу надходження вихлопних газів. На високій швидкості прохідний перетин збільшується. Це передбачено для підтримки безпечного тиску всередині системи і запобігання перегріву.
За рахунок можливості зміни площі перетину ТЗГ (VGT) розширюється зона дії системи турбрнаддування, покращується чутливість двигуна до зміни ступеня натиснення на педаль акселератора й, підвищується потужність і крутний момент, зменшується споживання пального та кількість шкідливих викидів.
ТЗГ частіше зустрічаються на дизельних двигунах. Це пов'язане з тим, що ТЗГ надійніше працюють при відносно нижчих температурах, характерних для дизельних двигунів. Завдяки використанню нових зносостійкіших матеріалів ТЗГ все частіше встановлюють на бензинових двигунах, особливо спортивних автомобілів.

## Конструктивні особливості

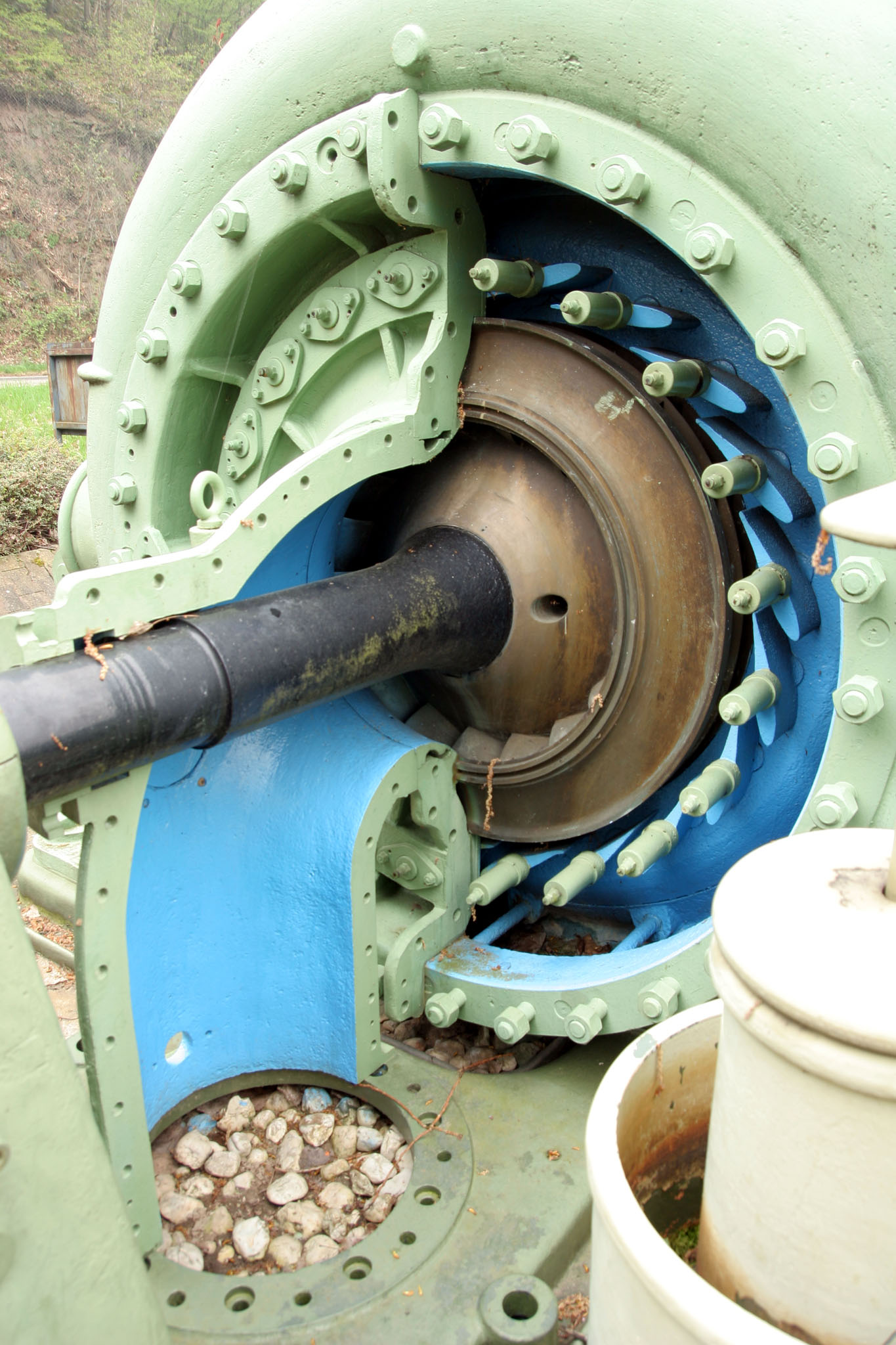
Турбокомпресор зі змінною геометрією у розрізі. Видно кільце з лопатей

ТЗГ відрізняються від класичних турбокомпресорів наявністю кільця із спеціальних лопатей. Лопаті мають особливу аеродинамічну форму, яка підвищує ефективність наддування. У малопотужних двигунах (легкові та спортивні автомобілі, малотоннажні вантажівки) перетин регулюється шляхом зміни орієнтації цих лопатей.
У двигунах великої потужності лопаті не повертаються, а покриваються спеціальним кожухом xb переміщаються уздовж осі камери (ТЗГ із ковзними лопатями).
Урухомлення лопатей здійснюється за допомогою мембранного вакуумного приводу, сервоприводу, гідравлічного або пневматичного приводу.
Є кілька модифікацій конструкції ТЗГ. Зокрема, деякі з них мають на меті зменшення ефективності турбокомпресора при заданих умовах. Наприклад, на шкоду ефективності може бути підвищена робоча температура — для повнішого згоряння палива.

## Виробництво
Турбокомпресори з поворотними лопатями виробляються у США («BorgWarner», «Honeywell», «Garrett Motion»), в Україні (Турбоком) і в Японії («Mitsubishi»). Цей тип ТЗГ найчастіше використовується в легкових автомобілях (в тому числі гоночних), сільськогосподарській техніці та малотоннажних вантажівках.
Турбокомпресори з ковзними лопатями виробляються у Великій Британії («Holset»). Цей тип ТЗГ найчастіше використовується у великовантажних автомобілях та позашляховиках.

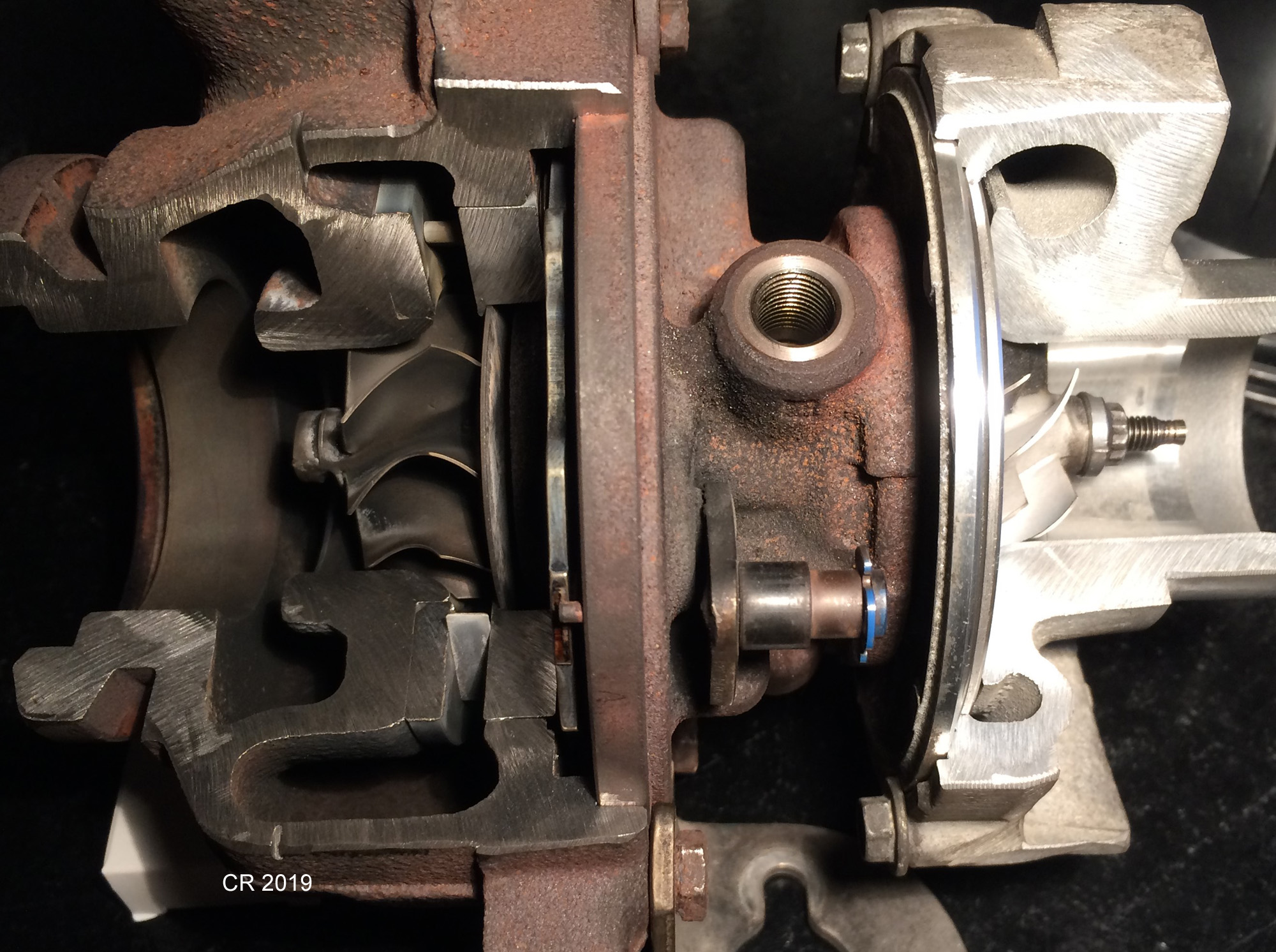
Розріз турбокомпресоа зі змінною геометрією (VW Golf, Diesel)
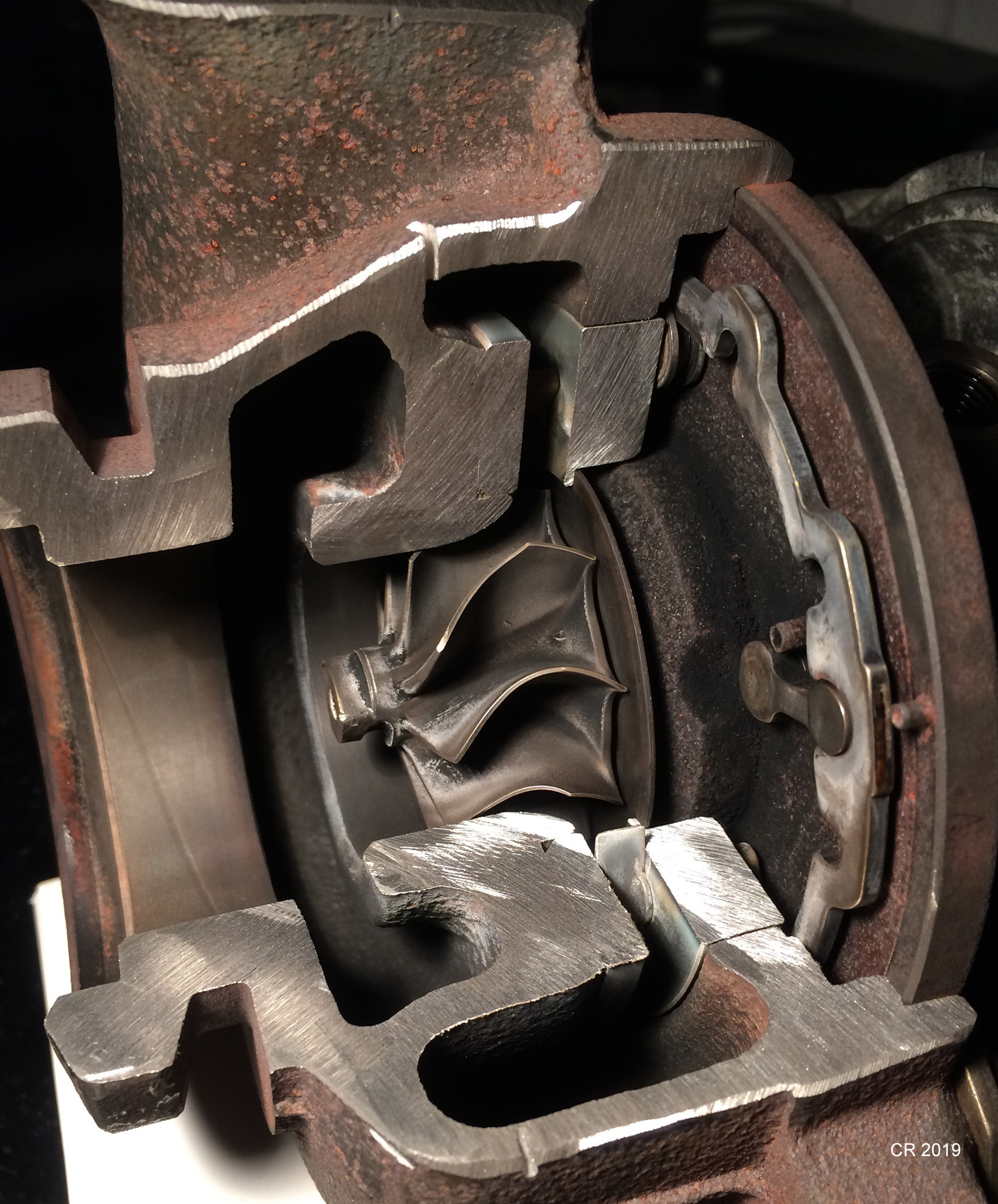
Вихідний бік нагнітача з поворотним лопатями
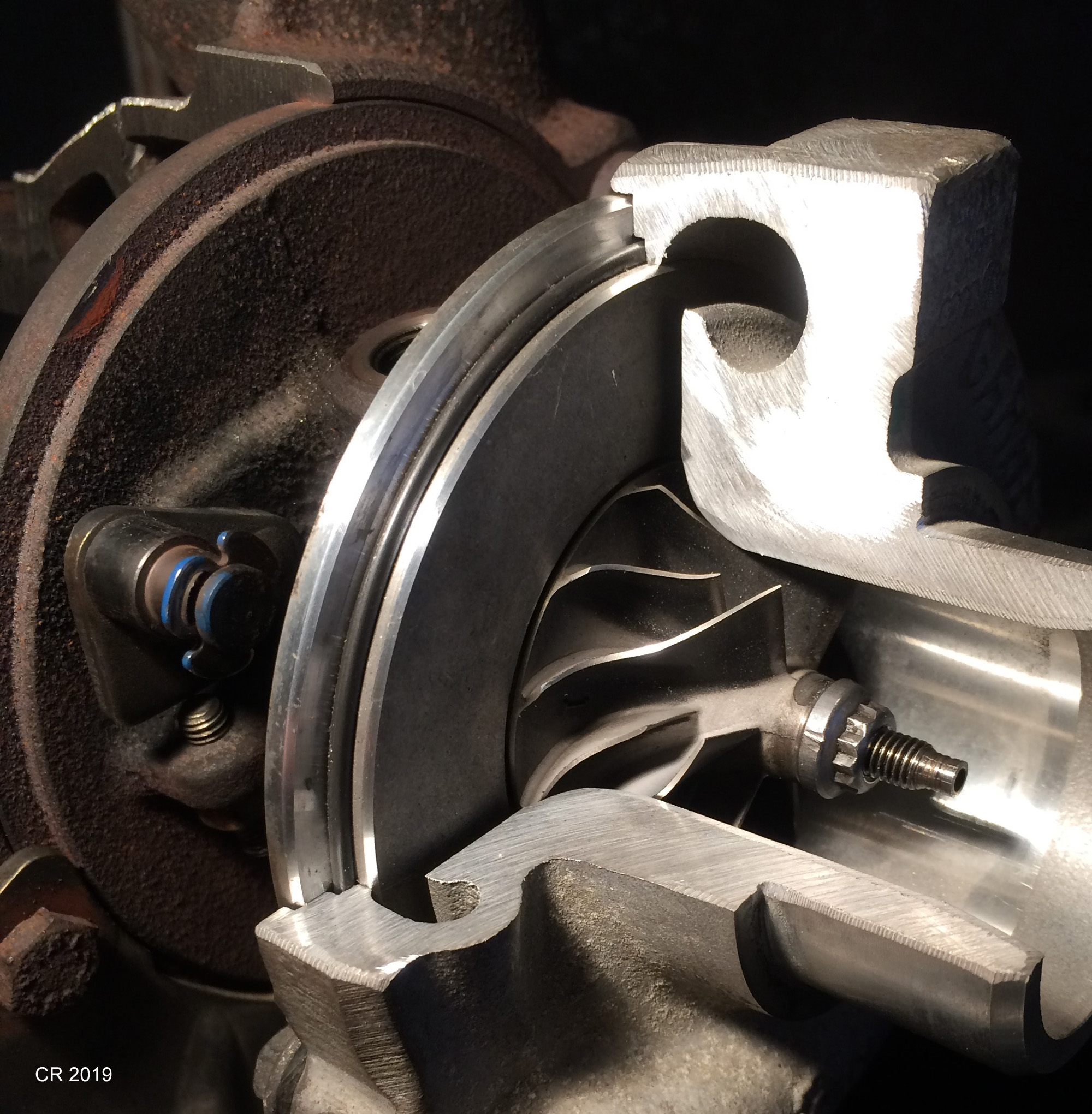
Вид турбокомпресора з боку нагнітального колеса

## Історична довідка
Поворотно-лопатева конструкція ТЗГ була вперше розроблена американською компанією «Garrett Motion» і запатентована у 1953 році.
Хоча технологія ТЗГ знайшла широке використання в дизельних двигунах, її важко було запровадити у бензинових двигунах. Це пояснюється тим, що вихлопні гази бензинових двигунів можуть досягати до 950 °C проти 700…800 °C у дизельних двигунах. Звичайні матеріали та конструкції не можуть надійно працювати за таких температур.
Одним з перших серійних автомобілів, які використали такі турбокомпресори на бензинових двигунах, була Honda Legend 1988 року, на якій 2-літрові двигуни V6 оснащувались ТЗГ з водяним охолодженням.
У тому ж році компанія «Garrett Motion» випустила турбокомпресор VNT-25 для використання в обмеженій експериментальній партії автомобілів «Shelby CSX», як модифікації автомобіля «Dodge Shadow» з 2,2-літровим двигуном «Chrysler K». Однак у 1989 році було випущено лише 500 автомобілів. Ні група Chrysler, ні будь-які інші автовиробники не пішли цим шляхом.
Зі збільшенням коефіцієнта стиснення, сучасні бензинові двигуни мають температуру вихлопу все вищу і вищу. Експерти вважають, що вона може перевищити 1000 °C. Можливо, саме тому технологія ТЗГ для бензинових двигунів так і не увійшла в серійне виробництво.
«BorgWarner» нарешті розробив турбокомпресор ТЗГ для використання у 3,6-літровому двигуні в Porsche 911 (997) Turbo 2007 року. Обидві фірми відмовилися розкривати технічні деталі, але заявили, що використовують «термостійкі матеріали, отримані з аерокосмічної технології»
У 2012 році з'явились ТЗГ, обладнані внутрішніми датчиками тиску і температури. Такі ТЗГ динамічно змінюють перетин відповідно до характеристик робочого середовища у кожний конкретний момент, що дозволяє суттєво знизити витрату пального.

## Альтернативні назви
Турбокомпресори зі змінною геометрією в англомовних країнах найчастіше називаються «variable-geometry turbochargers» (VGT), але також можуть використовуватись й інші назви:
- Variable-Nozzle Turbine (VNT)
- Variable-Area Turbine Nozzle (VATN)
- Variable-Turbine Geometry (VTG)
- Variable-Geometry Turbo (VGT)
- Variable-Vane Turbine (VVT)